# Riders on the Storm
 Riders on the Storm  (укр. Вершники у бурі, інші варіанти Назустріч стихії, Ті що осідлали бурю, Їдучи в грозу) — це пісня каліфорнійського гурту «The Doors», останній трек з їхнього шостого студійного альбому «L.A. Woman». Пісня була видана другим синглом з цього альбому, влітку 1971 року, і піднялася на 14 сходинку чарту Billboard. Також вона очолила хіт-парад Франції, стала сьомою у Нідерландах та Канаді, і відмітилася у чартах Британії (22 місце).
За словами Манзарека, «Riders on the Storm» була останньою піснею, записаною "класичним квартетом" «The Doors», а також останньою композицією з вокалом Моррісона, яка була записана і видана. 
Оригінальна версія композиції, яка є на альбомі, триває понад 7 хвилин. Для кращого промо та трансляцій на радіо, була зроблена скорочена версія, тривалістю чотири з половиною хвилини - ця версія і присутня на синглі.

## Історія
Навесні 1971, «The Doors» представили своєму продюсеру Полу Ротшильду, демо-записи нових пісень. Полу не сподобався новий матеріал. "Він був жахливий, - говорить Пол. - Матеріал був поганий, ставлення до нього було погане, подача погана. Після трьох днів прослуховування я сказав: "Все!" І скасував сесію запису" . Пол назвав "Їдучих в грозу", "кокаїнової музикою" {англ. cock-tail music). Ця критика болюче ранила, самі ж учасники «Doors» погоджувалися з тим, що мабуть вони не дуже добре грали ці пісні і, можливо, вони були ще не готові до запису. Хай там як, але вони не втрачали віри в цей матеріал. Їхній інженер Брюс Ботнік був обраний як продюсер альбому.
«Riders on the Storm» були представлені публіці на концертах у Далласі та Новому Орлеані, яким судилося стати останніми виступами, разом з Джимом Моррісоном у складі колективу. 
Сингл вийшов в 1971 році, незадовго до смерті Моррісона, а у чарт Hot-100 він війшов 3-го липня 1971 року, в день, коли Джим помер.

## Натхнення та лірика
За словами гітариста Роббі Крігера, пісня створювалася під натхненням від композиції Джоні Кеша "(Ghost) Riders in the Sky: A Cowboy Legend". Пісня містить реальні звукові ефекти грому й дощу, при цьому Рей Манзарек, граючи на своєму електричному органі Fender Rhodes,  імітує звуки дощу. Особливого шарму композиції придають сказані Моррісоном пошепки слова, які промовляються одночасно із його співом.
Разом з іншою піснею «L.A. Woman», яка і дала назву шостому альбому, «Riders on the Storm» зазвичай вважають автобіографічною. "Їдучи в грозу / У будинок, де ми народилися, / в цей світ, куди ми кинуті, / як собака без кістки, / актор, який живе в борг / їдучи в грозу".
Образ із другого куплету - "На дорозі вбивця", мабуть з'явився під впливом режисерської роботи Моррісона "HWY", в якій Джим зіграв автостопщика, вбиваючого шофера який погодився його підвезти. Хоча існують версії, що і пісня і фільм є посиланням на сумновідомого серійного вбивцю Біллі Кука, який видавши себе за мандрівника автостопом, вбив цілу родину у 1950-х роках у Каліфорнії.
Знайома тема знову з'являється і в останній строфі - крик любові до Памели: "Світ залежить від тебе / наше життя ніколи не скінчиться / дівчинка, ти покохала свого хлопця"

## Додаткові факти
- Рей Манзарек і Роббі Крігер, коли вирішили виступати спільно, узяли назву Riders on the Storm.
- Джон Денсмор, барабанщик гурту, так озаглавив свою біографію видану у 1990 році.
- У листопаді 2009-го року ця композиція була введена в "Зал Слави Греммі" (Grammy Hall of Fame), у категорії Рок-пісні.

## Композиції синглу
Сторона А
1. Riders on the Storm	(4:35)

Сторона Б
1. The Changeling	(3:27)

## Кавер версії
Пісня "Riders on the Storm" звучить українською мовою в альбомі «70/80» гурту «Кам'яний Гість» та має назву «Вершники грози».